# 錫馬龍鎮區 (堪薩斯州莫頓縣)
錫馬龍鎮區（英語：Cimarron Township）為美國堪薩斯州莫頓縣轄下的鎮區。2010年美国人口普查中該鎮區人口有60人。

## 地理
錫馬龍鎮區涵蓋總面積為173.25平方（66.89平方英里）。

## 人口統計
根據2010年美國人口普查，錫馬龍鎮區人口有60人，住房30戶，人口密度為0.35人/每平方公里。此鎮區居民之種族中，白人佔90%，非裔美國人佔8.33%，美洲原住民佔0%，亞裔美國人佔0%，太平洋島裔美國人佔0%，其他種族佔1.67%，混血種族則佔0%。而西班牙裔或拉丁裔美國人佔此鎮區人口的8.33%。

## 交通

### 主要公路
- 56號美國國道

## 外部連結
- City-Data.com （页面存档备份，存于）